# Blanc (roman)
Pour les articles homonymes, voir Blanc (homonymie).
Blanc est un roman de Louis Francis publié en 1934 aux éditions Gallimard et ayant reçu le prix Renaudot la même année.

## Éditions
- Blanc, éditions Gallimard, 1934.